# Lokalizacja językowa
Lokalizacja językowa obejmuje proces adaptacji wcześniej przetłumaczonego materiału, tak, aby przystosować go do potrzeb danego kraju lub regionu (termin pochodzi od łacińskiego locus (miejsce) oraz angielskiego locale (miejsce, w którym coś się dzieje lub znajduje). Jest to drugi etap szerszego procesu, zwanego internacjonalizacją i lokalizacją. Polega on na tłumaczeniu oraz adaptacji kulturowej wykonywanej na potrzeby danego kraju, regionu lub konkretnej grupy odbiorców, uwzględniając przy tym różnice między rynkami światowymi.
Lokalizacja językowa różni się od samego tłumaczenia tym, że opiera się na kompleksowej analizie kultury docelowej, tak aby odpowiednio przystosować dany produkt do potrzeb rynku lokalnego.
Proces lokalizacji jest powiązany z adaptacją kulturową oraz tłumaczeniem oprogramowania, gier komputerowych, a także witryn internetowych i rzadziej wszelkich tłumaczeń pisemnych, które również mogą wymagać adaptacji kulturowej. Proces lokalizacji może dotyczyć regionów oraz krajów, w których ludzie posługują się tym samym lub różnymi językami. Na przykład, w Hiszpanii oraz w Ameryce Łacińskiej występują różne odmiany języka hiszpańskiego. Podobnie, wybór słownictwa oraz wyrażeń może różnić się nawet w kraju, którego mieszkańcy posługują się tym samym językiem.   

## Całość procesu: internacjonalizacja, globalizacja i lokalizacja
Według wcześniej działającego komitetu normalizacyjnego branży lokalizacyjnej (LISA), globalizację „można uznać raczej za cykl niż pojedynczy proces". Poddanie czegoś globalizacji wymaga wcześniejszej koncepcji oraz metod innowacji danego produktu, pamiętając przy tym o wielokulturowym odbiorcy, tak, aby uniknąć dodatkowych kosztów czy problemów związanych z jakością, zarządzanym czasem, a także aby upłynnić sam proces lokalizacji. Lokalizacja stanowi zatem integralną część całościowego procesu globalizacji.
Globalizacja obejmuje dwa główne procesy: internacjonalizację oraz lokalizację.
Pierwsza faza, zwana internacjonalizacją, obejmuje etapy planowania oraz przygotowania produktu, tak, aby odpowiadał on potrzebom rynku globalnego. Proces ten służy wyłonieniu wszelkich elementów kultury oraz treści charakterystycznych dla danego kraju lub języka tak, aby następnie można było z łatwością dostosować określony produkt do wybranego rynku. Jeśli treści te nie zostają oddzielone na tym etapie, musi to nastąpić podczas lokalizacji, co wymaga dodatkowych kosztów oraz czasu pracy nad projektem. W skrajnych przypadkach, produkt, który nie był poddany procesowi internacjonalizacji, nie może także zostać poddany procesowi lokalizacji.
Druga faza, zwana lokalizacją, odnosi się do rzeczywistego przystosowania produktu do potrzeb konkretnego rynku. Proces lokalizacji opiera się, między innymi, o cztery normy stowarzyszenia LISA, które zakwalifikowane zostały jako standardy językowe, materialne, dotyczące działalności gospodarczej, kulturowe oraz techniczne.  
Na końcu każdej fazy, wykonuje się test (mający na celu także zapewnianie jakości), który służy sprawdzeniu czy dany produkt właściwie funkcjonuje i czy spełnia oczekiwania klientów.

### Tłumaczenie vs. lokalizacja
Jako że czasem trudno jest wyznaczyć granice między tłumaczeniem a lokalizacją, lokalizacja, najprościej mówiąc, odnosi się do istotnych, pozatekstowych składników danego produktu lub usługi. Oprócz samego tłumaczenia (a więc i kwestii związanych z gramatyką oraz ortografią), proces lokalizacji może obejmować adaptację grafiki, lokalnej waluty, odpowiedniego formatu dat, czasu, adresów i numerów telefonów, a także wybór kolorów i wiele innych szczegółów, w tym zaplanowanie fizycznej struktury produktu. Wszystkie te zmiany mają na celu uchwycenie lokalnej wrażliwości, uniknięcie konfliktów z lokalną kulturą, obyczajami oraz pojawienie się na rynku lokalnym poprzez zrozumienie jego potrzeb. Branża lokalizacyjna ma do zaoferowania, na przykład, różne wersje witryny internetowej tego samego przedsiębiorstwa, które przystosowane są do potrzeb każdego z rynków lokalnych oraz różne wydania książkowe w zależności od miejsca ich publikacji.

### Globalizacja vs. lokalizacja
Podczas gdy lokalizacja jest procesem dostosowywania produktu do konkretnego odbiorcy, globalizacja ma na celu zminimalizowanie dodatkowej pracy nad takim projektem.
Załóżmy, że ktoś pracuje dla firmy, która do tej pory, działa wyłącznie w Stanach Zjednoczonych. Jednakże, firma ta otwiera teraz swoją główną siedzibę w Chinach i potrzebuje strony internetowej w języku chińskim. Firma oferuje te same produkty i usługi w obu krajach z jedynie drobnymi różnicami. Jednakże, może okazać się, że niektóre z elementów, które pojawiły się na stronie skierowanej do odbiorcy ze Stanów Zjednoczonych, będą obraźliwe lub przykre dla odbiorcy w Chinach (użycie flag, kolorów, nacjonalistycznych zdjęć, piosenek, itp.). Firma może stracić zatem odbiorców potencjonalnego rynku z powodu niewielkich zaniedbań w prezentacji strony.
Co więcej, być może, że spółka ta będzie musiała dostosować sam produkt do swoich nowych nabywców – gry komputerowe są tego najlepszym przykładem.
Natomiast załóżmy teraz, że firma posiada swoje główne siedziby w kilkunastu krajach i na potrzeby każdego z nich wymagana jest specjalnie zaprojektowana witryna internetowa. Przed podjęciem decyzji, w jaki sposób zlokalizować witrynę, a także produkty oferowane w danym kraju, specjalista branży lokalizacyjnej może doradzić spółce stworzenie ogólnej strategii, mającej na celu nadanie funkcjonowaniu firmy charakteru globalnego. Spółka może zechcieć także opracować koncepcję, która stanowiłaby podstawy i wsparcie dla takiej strategii. Strategia globalizacji przedsiębiorstwa, jak i samych jej działań zapewniłaby jednolity system wytycznych dla kilkunastu odrębnych projektów lokalizacyjnych.
Globalizacja jest szczególnie ważna, dlatego aby uniknąć dodatkowych prac związanych z długoterminowym cyklem lokalizacyjnym. Praca nad lokalizacją to właśnie cykl, a nie jednorazowy projekt: zawsze będą pojawiały się nowe treści oraz aktualizacje. Na przykład, pierwotna strona internetowa jest aktualizowana co pewien czas, a więc i każda nowa strona już zlokalizowana i przetłumaczona będzie wymagała takiej aktualizacji. Cykl takiej pracy jest długoterminowy, o ile pierwotnemu przedsięwzięciu nadal towarzyszy rozwój. Dlatego, aby ułatwić proces globalizacji, tak ważna jest kreatywność oraz działania dążące do optymalizacji.

## Znaczniki i kody języka
Kody języków są ściśle związane z procesem lokalizacji, ponieważ wskazują odbiorcę docelowego, dla którego realizowane są prace tłumaczeniowe, jak i adaptacja produktu. Kody te przydatne są w różnych kontekstach: mogą być użyte w sposób nieformalny, np. w dokumencie opublikowanym przez Unię Europejską lub mogą znajdować się w zapisie języka HTML pod znacznikiem „lang”. W przewodniku redakcyjnym Unii Europejskiej znaczniki języka oparte są na kodzie alfa-2 standardu ISO 639-1.  W zapisie HTML, kody języków są z góry określone przez najlepsze bieżące praktyki (Best Current Practice, BCP) grupy ds. inżynierii internetowej (Internet Engineering Task Force). Decyzja o wykorzystaniu takiego a nie innego rodzaju kodu czy znacznika zależy od charakteru projektu oraz wszelkich wytycznych sporządzonych dla specjalisty ds. lokalizacji.
Zazwyczaj, podstawowy subkod służy do identyfikacji języka (np. "en"), a kod opcjonalny, zapisywany drukowanymi literami, określa jego odmiany (np. "GB" lub "US"). Subkody są zazwyczaj połączone myślnikiem. W niektórych przypadkach myślnik zastępuje się znakiem podkreślenia.
Istnieje wiele systemów znakowania języka, np. Międzynarodowa Organizacja Normalizacyjna (ISO) określa zarówno dwu – jak i trzyliterowe kody, aby oznakować języki według norm ISO 639-1 i ISO 639-2.
| Rodzina językowa  | Kod ISO 639-1 | Odmiana języka                                             |
| ----------------- | ------------- | ---------------------------------------------------------- |
| Język angielski   | en-GB         | Odmiana brytyjska                                          |
| Język angielski   | en-US         | Odmiana amerykańska                                        |
| Język angielski   | en-CA         | Odmiana kanadyjska                                         |
| Język hiszpański  | es-ES         | Język kastylijski (używany w Hiszpanii w mowie i piśmie)   |
| Język hiszpański  | es-MX         | Odmiana meksykańska                                        |
| Język hiszpański  | es-AR         | Odmiana argentyńska                                        |
| Język hiszpański  | es-CO         | Odmiana kolumbijska                                        |
| Język portugalski | pt-PT         | Odmiana europejska (używana w Portugalii w mowie i piśmie) |
| Język portugalski | pt-BR         | Odmiana brazylijska                                        |
| Język chiński     | zh-CN         | Odmiana Chin kontynentalnych, pismo uproszczone            |
| Język chiński     | zh-TW         | Odmiana tajwańska, pismo tradycyjne                        |
| Język chiński     | zh-HK         | Odmiana kantońska, pismo tradycyjne                        |